# Пілюгіно
Пілю́гіно (рос. Пилюгино) — село у складі Бугурусланського району Оренбурзької області, Росія.

## Населення
Населення — 1492 особи (2010; 1699 у 2002).
Національний склад (станом на 2002 рік):
- росіяни — 76 %